# 20 kilometer (atletiek)
De 20 kilometer (20 km) is een door World Athletics erkende afstand, die als wegwedstrijd wordt gelopen en behoort tot de groep lange afstanden. Records op de 20 km worden vaak gelopen tijdens een halve marathon wedstrijd (21,1 kilometer lang).
Het wereldkampioenschap op de weg van 2006 was een 20 km wedstrijd.
Het wereldrecord van 55.21 bij de mannen is sinds 21 maart 2010 in handen van Zersenay Tadese, gelopen tijdens de halve marathon van Lissabon. Joyciline Jepkosgei verbeterde op 1 april 2017 in Praag het wereldrecord bij de vrouwen naar 1:01.25.

## 20 km-wedstrijden
De bekendste 20 km-wedstrijd in Nederland is de 20 van Alphen, jaarlijks gehouden in Alphen aan den Rijn. Andere 20 km-wedstrijden in Nederland zijn vaak onderdeel van evenementen met diverse afstanden op het programma of lokaal van aard.
Andere grote internationale 20 km-wedstrijden zijn:
- 20 km door Brussel
- 20 km van Parijs
- Marseille-Cassis (IAAF Gold Label)
- 20 km van Tours
- 20 km van Lausanne

## Beste wereldprestaties mannen
| #  | naam                      | land              | jaar | tijd  |
| -- | ------------------------- | ----------------- | ---- | ----- |
| 1  | Zersenay Tadese           | Vlag van Eritrea  | 2010 | 55.21 |
| 2  | Samuel Wanjiru            | Vlag van Kenia    | 2007 | 55.31 |
| 3  | Haile Gebrselassie        | Vlag van Ethiopië | 2006 | 55.48 |
| 4  | Abraham Cheroben          | Vlag van Kenia    | 2014 | 55.50 |
| 5  | Atsedu Tsegay             | Vlag van Ethiopië | 2012 | 55.52 |
| 6  | Kenneth Kiprop Kipkemoi   | Vlag van Kenia    | 2014 | 55.58 |
| 7  | Sammy Kitwara             | Vlag van Kenia    | 2009 | 55.59 |
| 8  | Geoffrey Kipsang Kamworor | Vlag van Kenia    | 2013 | 56.02 |
| 9  | Stanley Biwott            | Vlag van Kenia    | 2013 | 56.03 |
| 10 | Paul Malakwen Kosgei      | Vlag van Kenia    | 2006 | 56.05 |

Bijgewerkt 29 september 2015

## Beste wereldprestaties vrouwen
| # | naam              | land                         | jaar | tijd    |
| - | ----------------- | ---------------------------- | ---- | ------- |
| 1 | Florence Kiplagat | Vlag van Kenia               | 2015 | 1:01.54 |
| 2 | Mary Keitany      | Vlag van Kenia               | 2015 | 1:02.35 |
| 3 | Lucy Wangui       | Vlag van Kenia               | 2013 | 1:02.49 |
| 4 | Priscah Jeptoo    | Vlag van Kenia               | 2013 | 1:02.54 |
| 5 | Joyce Chepkirui   | Vlag van Kenia               | 2014 | 1:02.55 |
| 6 | Lornah Kiplagat   | Vlag van Nederland           | 2007 | 1:02.57 |
| 7 | Mamitu Daska      | Vlag van Ethiopië            | 2015 | 1:02.58 |
| 8 | Constantina Diță  | Vlag van Roemenië            | 2006 | 1:03.23 |
| 9 | Paula Radcliffe   | Vlag van Verenigd Koninkrijk | 2001 | 1:03.26 |
|   | Meseret Hailu     | Vlag van Ethiopië            | 2013 | 1:03.26 |

Bijgewerkt 29 september 2015

## Beste jaarprestaties Nederlandse mannen
| jaar | naam               | tijd    |
| ---- | ------------------ | ------- |
| 2015 | Dennis Licht       | 1:01.59 |
| 2014 | Abdi Nageeye       | 1:00.18 |
| 2013 | Abdi Nageeye       | 0 58.51 |
| 2012 | Patrick Stitzinger | 0 59.51 |
| 2011 | Abdi Nageeye       | 1:01.07 |
| 2010 | Patrick Stitzinger | 0 59.58 |
| 2009 | Koen Raymaekers    | 1:03.35 |
| 2008 | Patrick Stitzinger | 0 59.57 |
| 2007 | Sander Schutgens   | 1:00.43 |
| 2006 | Kamiel Maase       | 0 59.12 |
| 2005 | Sander Schutgens   | 0 59.43 |

Bijgewerkt 21 augustus 2015